# Vilters-Wangs
Vilters-Wangs är en kommun i distriktet Sarganserland i kantonen Sankt Gallen, Schweiz. Kommunen har 5 057 invånare (2023).
Kommunen består av orterna Vilters och Wangs.